# Teatr Wielki w Łodzi

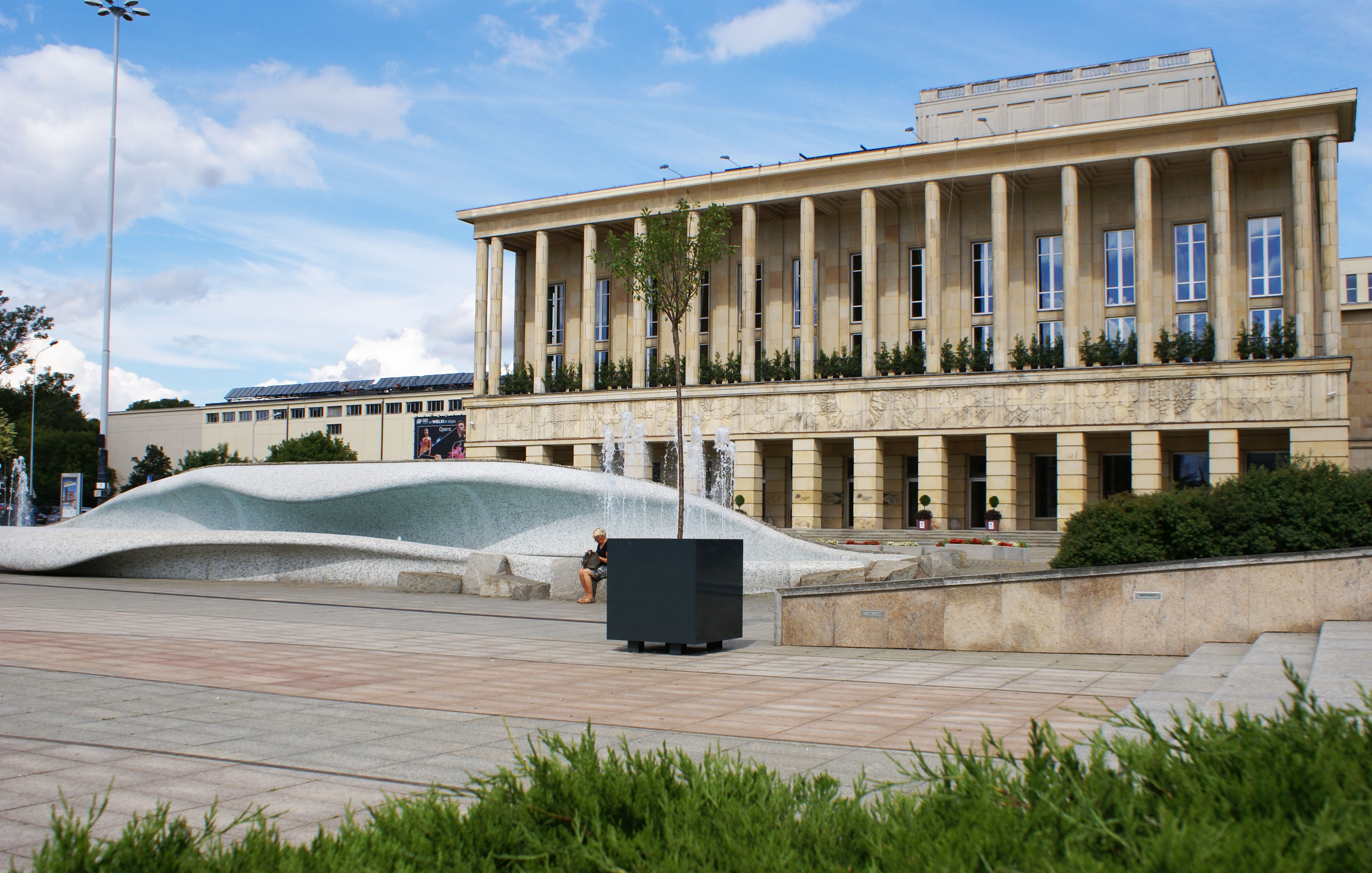
Front budynku Teatru Wielkiego w Łodzi, sierpień 2016

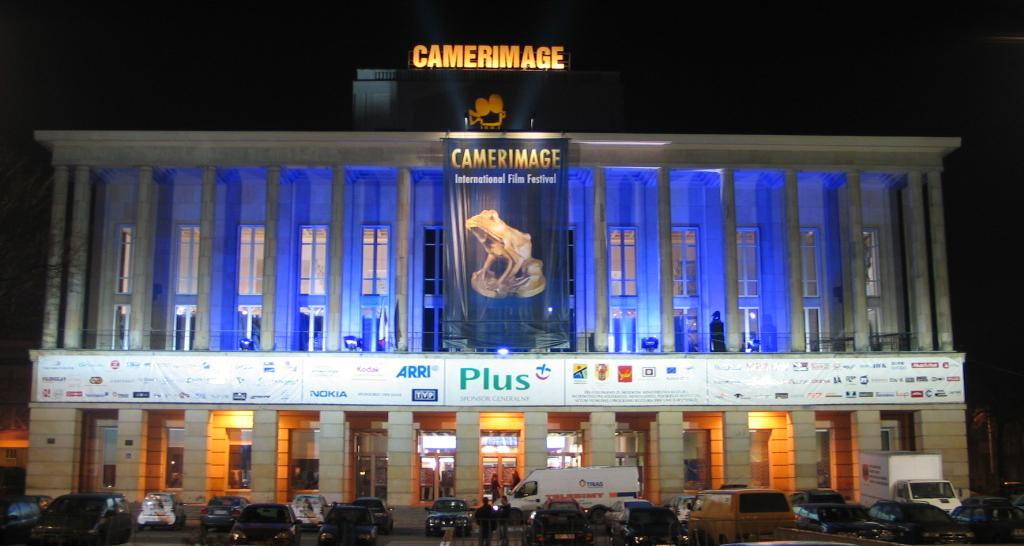
Teatr Wielki podczas Camerimage 2006

Teatr Wielki w Łodzi – największy łódzki teatr, specjalizujący się w wystawianiu oper i baletów, a także operetek i musicali; druga pod względem wielkości scena operowa w Polsce. Położony jest przy placu Dąbrowskiego, pomiędzy ulicami Narutowicza, Sterlinga i Jaracza.
Teatr prowadzi także rozległą działalność impresaryjną, dzięki której jego spektakle prezentowane były w krajach Europy i w Stanach Zjednoczonych. Teatr Wielki w Łodzi jest organizatorem Łódzkich Spotkań Baletowych – międzynarodowego festiwalu tańca.
Budynek, oprócz funkcji teatralnych spełnia też rolę miejsca, w którym można organizować innego rodzaju imprezy masowe, takie jak bale noworoczne, pokazy mody, różnego rodzaju zloty i zjazdy. W latach 2000–2009 Teatr Wielki był miejscem głównych wydarzeń Międzynarodowego Festiwalu Sztuki Autorów Zdjęć Filmowych Camerimage, Grand Prix Jazz Melomani, od 2016 odbywają się tutaj Gale Otwarcia i Zamknięcia Festiwalu Transatlantyk Festival.
Aktualnie dyrektorem Teatru jest Marcin Nałęcz-Niesiołowski, a zastępcą dyrektora ds. artystycznych Rafał Janiak.

## Historia teatru
Teatr Wielki w Łodzi jest artystycznym kontynuatorem swojej znakomitej poprzedniczki – Opery Łódzkiej (1954-1966), której powstanie było efektem pasji i zaangażowania Stowarzyszenia Przyjaciół Opery z jej głównymi przedstawicielami: muzykami – Władysławem Raczkowskim, Tomaszem Kiesewetterem i Mieczysławem Drobnerem oraz Sabiną Nowicką, ówczesną dyrektorką łódzkiego Studium Operowego.
Premiera Strasznego dworu Stanisława Moniuszki 18 października 1954, w reżyserii Jerzego Merunowicza i pod batutą Władysława Raczkowskiego była „pierwszym dzieckiem” nowej instytucji (oficjalnie powołanej do życia decyzją Prezydium Rady Narodowej m. Łodzi z dnia 1 lipca 1954 roku) kierowanej przez Sabinę Nowicką – dyrektora naczelnego i Mieczysława Drobnera – kierownika artystycznego. Przez ponad dziesięć lat Opera Łódzka prezentowała swoje premiery operowe i baletowe na scenach Teatru Nowego i Teatru im. Stefana Jaracza, by w 1966 otrzymać nową nazwę – Teatr Wielki w Łodzi i nową siedzibę przy placu Dąbrowskiego. Nowo powstająca instytucja pierwotnie miała być Teatrem Narodowym.
Pierwsza dyrekcja Teatru Wielkiego w osobach Stanisława Piotrowskiego (dyrektor naczelny) i Zygmunta Latoszewskiego (dyrektor artystyczny) na inaugurację budynku zaprezentowała, dzień po dniu, cztery przedstawienia operowe: Halkę Stanisława Moniuszki (19 stycznia 1967; 22. rocznica wyzwolenia Łodzi), Kniazia Igora Aleksandra Borodina (20 stycznia 1967), Straszny dwór Stanisława Moniuszki (21 stycznia 1967) i Carmen Georges’a Bizeta (22 stycznia 1967).
19 stycznia 1967, przed południem, odbyła się uroczystość oficjalna, w której wzięli udział goście z kraju i zagranicy, gospodarze miasta, przedstawiciele świata artystycznego i kulturalnego. Symboliczną wstęgę przecinał wiceminister kultury i sztuki Kazimierz Rusinek, który podczas przemówienia powiedział, że „akt ten jest wyrazem hołdu dla tradycji robotniczo-rewolucyjnych Łodzi, dla obywateli miasta i dokonuje się go na chwałę polskiej kultury”. Podczas koncertu inauguracyjnego wykonano m.in. uwerturę do opery Halka Moniuszki i arię Kończaka z II aktu opery Kniaź Igor Borodina w wykonaniu Andrzeja Saciuka, pod dyrekcją Zygmunta Latoszewskiego, arię Hanny z IV aktu opery Straszny dwór Moniuszki w wykonaniu Delfiny Ambroziak, pod dyrekcją Mieczysława Wojciechowskiego oraz wstęp, intermezzo i farandolę z opery Carmen Bizeta, pod dyrekcją Józefa Klimanka.
Na koncercie i premierze inaugurującej działalność Teatru poza Kazimierzem Rusinkiem, obecni także byli członkowie Biura Politycznego KC PZPR Ignacy Loga-Sowiński i Marian Spychalski, kierownik Wydziału Kultury KC PZPR Wincenty Kraśko, kierownik Biura Prasy KC PZPR Stefan Olszowski, ministrowie Mieczysław Moczar, Eugeniusz Strawiński, Marian Olewiński, generalny dyrektor Ministerstwa Kultury i Sztuki Stanisław W. Balicki, I sekretarz KŁ PZPR Józef Spychalski i przewodniczący Prezydium RN m. Łodzi Edward Kaźmierczak.
W obsadzie premierowego spektaklu Halki wystąpili: Lidia Skowron (Halka), Tadeusz Kopacki (Jontek), Jerzy Jadczak (Janusz), Antoni Majak (Stolnik), Ewelina Kwaśniewska (Zofia), Stanisław Michoński (Dziemba), Ryszard Nowaliński (Dudarz) i Feliks Tarnawski (Góral). Realizatorami przedstawienia byli: Zygmunt Latoszewski (kierownictwo muzyczne), Jerzy Zegalski (inscenizacja i reżyseria), Jan Kosiński (dekoracje), Barbara Jankowska (kostiumy), Witold Borkowski (choreografia) i Mieczysław Rymarczyk (kierownictwo chóru).
Począwszy od 1967 Teatr Wielki przedstawił publiczności ponad 300 premier, wśród których były klasyczne dzieła operowe i baletowe, musicale i operetki, a także kompozycje wybitnych współczesnych twórców polskich. Na scenie teatru miały miejsce prapremiery światowe oper Romualda Twardowskiego Lord Jim oraz Maria Stuart. Tu odbyły się głośne inscenizacje dzieł Krzysztofa Pendereckiego Diabły z Loudun i Ubu król czy polskie prapremiery oper Echnaton Philipa Glassa i Mężczyzny, który pomylił żonę z kapeluszem Michaela Nymana. Nowozelandzki choreograf Gray Veredon stworzył spektakl baletowy Ziemia obiecana, inspirowany powieścią Władysława Reymonta i filmem Andrzeja Wajdy.
Wraz z reformą administracyjną kraju począwszy od 1 stycznia 1991 Teatr Wielki w Łodzi stał się instytucją kultury Samorządu Województwa Łódzkiego.

## Budynek i architektura
Na projekt teatru rozpisano konkurs, w którym udział wzięli m.in. :
- Julian Duchowicz i Zygmunt Majerski (II nagroda ex aequo)
- Jan Bogusławski i Bohdan Gniewiewski (II nagroda ex aequo)
- Helena Syrkusowa i Szymon Syrkus (wyróżnienie).

Ostatecznie zaprojektowanie teatru powierzono specjalnie powołanemu zespołowi; projektantami byli Józef i Witold Korscy oraz Roman Szymborski. Budowa rozpoczęła się w 1949 i trwała 17 lat. Przedłużająca się budowa wynikała z usytuowania gmachu na terenie bagiennym, co znacznie komplikowało prace ziemne. Teatr Wielki jest jedną ze sztandarowych łódzkich realizacji okresu socrealizmu. Należy jednak dodać, że sama forma budynku stanowi kontynuację przedwojennych rozwiązań stosowanych przez J. Korskiego. Obok łódzkiego Domu Partii czy ówczesnej Centrali Importowej Przemysłu Włókienniczego „Textilimport”, to kolejny obiekt który silnie wpłynął na pejzaż architektoniczny miasta.
Dominującym elementem monumentalnej bryły teatru jest fasada z podcieniami wspartymi na masywnych filarach, fryzem oraz loggią podzieloną smukłymi kolumnami.
Budynek Teatru Wielkiego znajdujący się przy placu Dąbrowskiego jest drugim pod względem wielkości gmachem operowym w Polsce i jednym z największych w Europie. Pierwotnie widownia teatru liczyła 1270 miejsc; po remoncie przeprowadzonym w 2003 jest 1074 miejsc.
Kubatura budynku głównego i technicznego Teatru Wielkiego wynosi łącznie 195 000 m³.
Fosa orkiestrowa mieści około 70 muzyków. Dzięki dwóm zamontowanym w niej zapadniom można wyrównać jej poziom z poziomem sceny, powiększając tym samym proscenium.
W budynku teatru mieszczą się wszystkie niezbędne do przygotowania pracownie: scenograficzna, stolarska, ślusarska, szewska, krawiecka, modelarska, perukarska, nakryć głowy. Artyści mogą pracować w czterech dużych salach prób i w kilku mniejszych pokojach pracy indywidualnej.

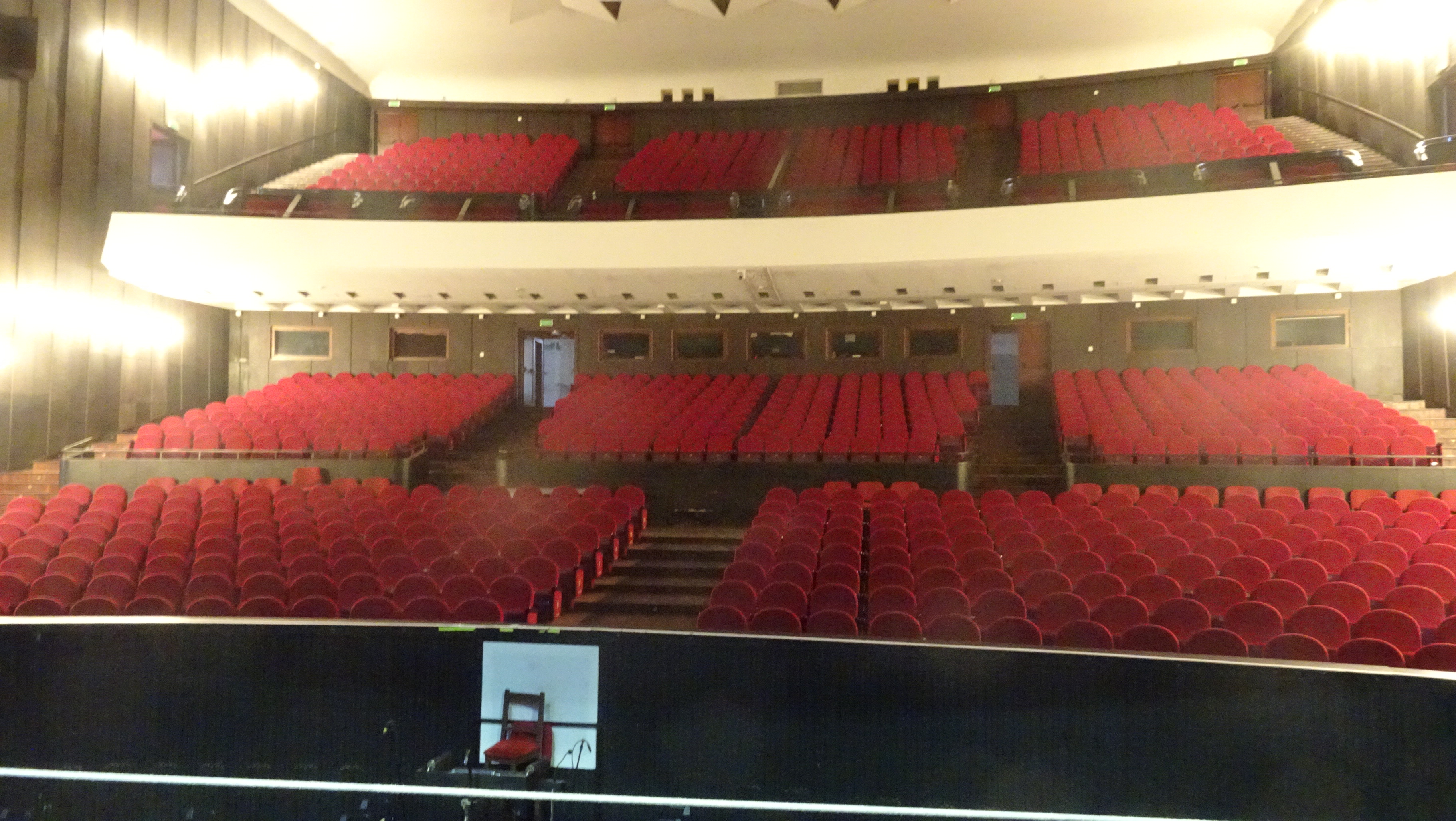
Widownia Teatru Wielkiego w Łodzi (2025)

W okresie od stycznia 2012 do pierwszych dni kwietnia 2013 roku, dzięki środkom pozyskanym z Europejskiego Funduszu Rozwoju Regionalnego, budynek Teatru Wielkiego przeszedł gruntowną, pierwszą od ponad 40. lat, modernizację. W tym czasie opera nie zaprzestała działalności i swoje spektakle prezentowała na scenie Teatru im. Stefana Jaracza, a także w innych miejscach Łodzi.

## Scena
Scena główna ma 26 m szerokości i 39,5 m głębokości (wraz z zasceniem) i jest wyposażona w 6 dużych zapadni scenicznych mogących jeździć w górę i w dół do 3 m w dowolnej konfiguracji, a także mniejsze zapadnie w proscenium. W zapadniach można zamontować małe zapadnie osobowe. Na scenę może wjeżdżać 14 wózków scenicznych o wymiarach 16,5 × 2,7 m z dekoracjami, z lewej i prawej kieszeni sceny oraz z zascenia. Teatr posiada również scenę obrotową o średnicy 16 m. Wszystkie urządzenia mają napęd elektryczny. Nad sceną zamontowanych jest 16 sztankietów o napędzie elektrycznym i 25 sztankietów linowych do podnoszenia i opuszczania elementów dekoracji. W zasceniu funkcjonuje 15 sztankietów o napędzie elektrycznym. Wysokość sceny wraz z podsceniem, sznurownią i stropem wynosi 46 m. Scena jest wyposażona w ponad 300 regulowanych obwodów świetlnych, a także w wysokiej klasy sprzęt elektroakustyczny. Teatr posiada 2 kurtyny tekstylne i 4 kurtyny stalowe.
Scena wyposażona jest w nowoczesny park oświetleniowy z 600 reflektorami, zasilanymi przez 450 regulatorów, w tym 150 mobilnych i sterowanych przez system komputerowy za pomocą sygnału DMX i Ethernet. Sprzęt oświetleniowy zamontowany jest w wielu punktach sceny i widowni na specjalnych konstrukcjach oraz na 6 mostach jeżdżących. W systemie pracują też inteligentne urządzenia oświetleniowe typu „ruchoma głowa”, naświetlacze w technologii LED (diodowe) oraz HMI (wyładowcze). Oświetleniowcy dysponują 4 stanowiskami do prowadzenia reflektorów prowadzących, tzw. punktowców.
Nagłośnienie sceny i widowni zapewnia nowoczesny, cyfrowy system dźwięku. Scena jest wyposażona także w projektory video i wielkogabarytowe ekrany do realizacji projekcji wysokiej jakości oraz urządzenia do wykonywania efektów takich jak: śnieg, dymy, bąbelki, konfetti itp.

## Łódzkie Spotkania Baletowe
Od 1968 Teatr Wielki jest organizatorem międzynarodowego festiwalu sztuki baletowej – Łódzkie Spotkania Baletowe, których inicjatorem był ówczesny kierownik literacki Stanisław Dyzbardis oraz pierwsza dyrekcja Teatru. Podczas 25 dotychczasowych edycji (festiwal odbywa się co dwa lata) w Łodzi gościły wszystkie najważniejsze zespoły baletowe z całego świata, a także wszystkie teatry tańca i zespoły baletowe polskich teatrów muzycznych. Do najważniejszych zespołów goszczących na scenie łódzkiego Teatru Wielkiego należą: Balet XX Wieku Maurice Béjarta, Nederlands Dans Theater, Sadler’s Wells Royal Ballet, Ballet Rambert, Cullberg Ballet, Batsheva Dance Company, Balet Teatru Bolszoj z Moskwy, Sanktpetersburski Teatr Baletu Borisa Ejfmana, Ballet Nacional de Cuba Alicji Alonso, Stuttgarter Ballett, Elisa Monte Dance Company, Kibbutz Contemporary Dance Company, Elisa Monte Dance Company, Baryshnikov Arts Center, Akram Khan Company (2015, 2017), Sylvie Guillem Sadler’s Wells London, English National Ballet (2017), Acosta Danza (Kuba, 2017), RUBBERBANDance Group (Kanada, 2017), Beijingdance / LDTX (Chiny, 2017).

## Dyrektorzy naczelni
- Stanisław Piotrowski, 1967–1974
- Wojciech Boczkowski, 1974–1976
- Włodzimierz Pospiech, 1976–1979
- Bohdan Wodiczko, 1977–1979
- Andrzej Hundziak, 1979–1981
- Janusz Cegiełła, 1981
- Wiesław Kinderman, p.o. 1981–1982
- Sławomir Pietras, 1982–1991
- Antoni Wicherek, 1991–1994
- Kazimierz Kowalski, 1994–1997
- Stanisław Dyzbardis, 1997–1998
- Marcin Krzyżanowski, 1998–2003
- Stanisław Dyzbardis, p.o. 2003
- Grażyna Wasilewska, 2003–2004
- Wojciech Skupieński, 2004–2008
- Marek Szyjko, 2008–2011
- Wojciech Nowicki, 2011–2015
- Paweł Gabara, 2015–2017
- Krzysztof Bogusz, p.o., 2017
- Krzysztof Marciniak, 2017–2018
- Dariusz Stachura, od 2019
- Marcin Nałęcz-Niesiołowski (2023-...)

## Dyrektorzy artystyczni
- Zygmunt Latoszewski, 1967–1972
- Bogusław Madey, 1972–1977
- Bohdan Wodiczko, 1977–1979
- Wojciech Michniewski, 1979–1981
- Tadeusz Kozłowski, 1982–1987
- Antoni Wicherek, 1991–1994
- Kazimierz Kowalski, 1994–1996
- Bogusław Pikała, 1996–1998
- Tadeusz Kozłowski, 1998–2000
- Marcin Krzyżanowski, 2000–2003
- Tadeusz Kozłowski, 2004–2005
- Kazimierz Kowalski, 2006–2008
- Tadeusz Kozłowski, 2008–2011
- Waldemar Zawodziński, 2011–2013
- Warcisław Kunc, III 2014 – VI 2014
- Wojciech Rodek, 2015–2018
- Krzysztof Marciniak, VI 2018 – XII 2021
- Adam Banaszak, od I 2022
- Adam Banaszak ( 2023-...)

## Artyści gościnni i realizatorzy

### soliści śpiewacy
- Nicolai Gedda – 12 stycznia 1984 roku wystąpił gościnnie jako Leński w Eugeniuszu Onieginie Piotra Czajkowskiego[8]
- Victoria de los Angeles – recital, 13 października 1984
- Fedora Barbieri występowała w premierze Rycerskości wieśniaczej Pietro Mascagniego, 20 kwietnia 1991[8]
- Renato Bruson gościnnie występował w spektaklach: Makbet (15 marca 2000), Traviata (3 lutego 2002) i Falstaff (9 lutego 2002, premiera) Giuseppe Verdiego[8]
- Andrea Bocelli i Daniela Dessi – recital, 12 września 1999
- Franco Bonisolli – recital, 26 listopada 2000
- Gwendolyn Bradley – recital, 10 i 11 lutego 2001
- Salvatore Licitra – gościnny występ w Trubadurze Giuseppe Verdiego, 5 czerwca 2001[12]
- Barbara Hendrix – recital, 13 czerwca 2001
- José Cura – recital, 31 sierpnia 2002
- Plácido Domingo – recital, 8 czerwca 2009
- Kiri Te Kanawa – recital, 25 czerwca 2010
- Angela Gheorghiu – recital, 10 czerwca 2017
- Marcin Bronikowski – gościnny występ jako dr Malatesta w spektaklu Don Pasquale Gaetana Donizettiego, 5 grudnia 2020

### reżyserzy
- Roman Sykała (Kniaź Igor Aleksandra Borodina, 1967; Tragedyja albo rzecz o Janie i herodzie Romualda Twardowskiego, 1969; Aida Giuseppe Verdiego, 1970; Człowiek z La Manczy Mitcha Leigha, 1972)
- Kazimierz Dejmek (Henryk VI na łowach Karola Kurpińskiego, 1972; Zaczarowany flet Wolfganga A. Mozarta, 1973, Wolny strzelec Carla Marii von Webera, 1978)
- Maria Fołtyn (Lord Jim, 1976 i Maria Stuart, 1981 Romualda Twardowskiego; Żydówka Jacques’a F.F. Halévy’ego, 1983; Paria Stanisława Moniuszki, 1992)
- Adam Hanuszkiewicz (Così fan tutte, 1986; Wesele Figara, 1988 i Don Giovanni, 1998 Wolfganga A. Mozarta)
- Sławomir Żerdzicki (Straszny dwór Stanisława Moniuszki, 1978; Otello, 1976; Rigoletto, 1986; Aida, 1993 i Trubadur, 1996 Giuseppe Verdiego)
- Maciej Prus (Eugeniusz Oniegin Piotra Czajkowskiego, 1983; Lukrecja Borgia Gaetano Donizettiego, 2004)
- Marek Weiss-Grzesiński (Diabły z Loudun Krzysztofa Pendereckiego, 1990; Don Giovanni Wolfganga A. Mozarta, 1991; Aida Giuseppe Verdi, 2006)
- Ryszard Peryt (Mefistofeles Arriga Boito, 1984; Cyrulik sewilski Gioacchino Rossiniego, 1985; Mąż zawiedziony [Lo sposo deluso] i Dyrektor teatru [Der Schauspieldirektor] Wolfganga A. Mozarta, 1985)
- Krystyna Janda (Straszny dwór Stanisława Moniuszki, 2014 – spektakl jubileuszowy na 60-lecie opery w Łodzi)
- Jarosław Kilian (Halka Stanisława Moniuszki, 2017 – spektakl jubileuszowy na 50-lecie Teatru Wielkiego w Łodzi)

### scenografowie
- Henri Poulain (Tosca Giacomo Pucciniego, 1968; Aida Giuseppe Verdiego, 1970; Legenda gruzińska Zacharii Paliaszwiliego, 1972 – polska prapremiera; Gajane Arama Chaczaturiana, 1975 – polska prapremiera)
- Franciszek Starowieyski (Ubu Rex Krzysztofa Pendereckiego, 1993 – polska prapremiera)
- Xymena Zaniewska (Jolanta Piotra Czajkowskiego, 1977; Così fan tutte, 1986 i Wesele Figara, 1988 Wolfganga A. Mozarta; Traviata Giuseppe Verdiego, 1987; Wesoła wdówka Franza Lehára, 1988; Tosca Giacomo Pucciniego, 1988; Kopciuszek Siergieja Prokofjewa, 1988; Kawaler srebrnej róży Richarda Straussa, 1989)
- Marian Kołodziej (Dziewczyna z Zachodu Giacomo Pucciniego, 1971; Lord Jim, 1976 i Maria Stuart, prapremiera 1981 Romualda Twardowskiego; Żydówka Jacques’a Fromenthala Halévy’ego, 1983; Nabucco Giuseppe Verdiego, 1987)
- Andrzej Kreütz Majewski
- Zofia Wierchowicz – kostiumy (Mąż zawiedziony [Lo sposo deluso] i Dyrektor teatru [Der Schauspieldirektor] Wolfganga A. Mozarta, 1985)

### dyrygenci
- Tadeusz Kozłowski (Królewna Śnieżka i siedmiu krasnoludków Bogdana Pawłowskiego, 1992; Trubadur Giuseppe Verdiego, 1996; Konrad Wallenrod Władysława Żeleńskiego, Napój miłosny Gaetano Donizettiego, 1998; Ziemia obiecana z muzyką Franza von Suppe’go i Michaela Nymana, Don Pasquale Gaetano Donizettiego, Makbet Giuseppe Verdiego, Carmen Georges’a Bizeta, Zemsta nietoperza Johanna Straussa, 1999; Dialogi karmelitanek Francisa Poulenca, Echnaton Philipa Glassa, Bolero Maurice’a Ravela, 2000; Purytanie Vincenzo Belliniego, 2002; Rycerskość wieśniacza Pietro Mascagniego, 2003; Pajace Ruggero Leoncavallo, Rigoletto, Moc przeznaczenia Giuseppe Verdiego, Adriana Lecouvreur Francesco Cilei, Lukrecja Borgia Gaetano Donizettiego, 2004; Makbet Giuseppe Verdiego, Va pensiero – chóry świata, Kandyd Leonarda Bernsteina, Tosca Giacomo Pucciniego, 2005; Aida Giuseppe Verdiego, 2006; Cyrulik sewilski Gioacchino Rossiniego, Opowieści Hoffmana Jacques’a Offenbacha, 2007; Wolny strzelec Carla Marii von Webera, Jezioro łabędzie Piotra Czajkowskiego, 2009; Romeo i Julia Sergiusza Prokofiewa, Dama pikowa Piotra Czajkowskiego, 2010; Hiszpańskie fascynacje, Madama Butterfly i Tosca Giacomo Pucciniego, 2012; Don Kichot Ludwika A. Minkusa, 2013)
- Zygmunt Latoszewski (Halka Stanisława Moniuszki, Kniaź Igor Aleksandra Borodina, Straszny dwór Stanisława Moniuszki, Dama pikowa Piotra Czajkowskiego, 1967; Così fan tutte Wolfganga A. Mozarta, Romans gdański T. Paciorkiewicza, 1968; Tragedyja albo rzecz o Janie i Herodzie Romualda Twardowskiego, Romeo i Julia Sergiusza Prokofiewa, 1969; Lohengrin Richarda Wagnera, Aida Giuseppe Verdiego, 1970; Dziewczyna z Zachodu Giacomo Pucciniego, 1971; Henryk VI na łowach Karola Kurpińskiego, 1972; Opowieści Hoffmanna Jaquesa Offenbacha, 1973; Wesele Figara Wolfganga A. Mozarta, 1976; Hrabina Stanisława Moniuszki 1979)
- Bogusław Madey (Halka Stanisława Moniuszki, 1972; Zaczarowany flet Wolfganga A. Mozarta, Filenis Romana Statkowskiego, 1973; Solenne Wojciecha Kilara, Ad Hominem Zbigniewa Wiszniewskiego, Cztery eseje Tadeusza Bairda, Dramatic story Kazimierza Serockiego, Sprzedana narzeczona Bedřicha Smetany, 1974; Orfeusz Claudio Monteverdiego, Carmen Georges’a Bizeta, 1975; Tam O’Shanter Leightona Lucasa, Concerto grosso Bolesława Szabelskiego, Czar miłości Manuela de Falli, Otello Giuseppe Verdiego, Sylfidy Fryderyka Chopina, Harnasie Karola Szymanowskiego, 1976)
- Wojciech Michniewski (Tannhäuser Richarda Wagnera, Włoszka w Algierze Gioacchino Rossiniego, 1980; Don Pasquale Gaetano Donizettiego, 1982; Cyrulik sewilski Gioacchino Rossiniego, Lo sposo deluso, Der Schauspieldirektor Wolfganga A. Mozarta, 1985; Carmen Georges’a Bizeta, 1991; Potop, Król Edyp, Msza na chór mieszany i podwójny kwintet instrumentów dętych Igora Strawińskiego, 2000; Mężczyzna, który pomylił żonę z kapeluszem Michaela Nymana, 2002; Kochankowie z klasztoru Valdemosa Marty Ptaszyńskiej, 2010)
- Ewa Michnik (Wolfgang Amadeus z muzyką Wolfganga A. Mozarta, 1987)
- Wojciech Rodek (Dziewczyna z Dzikiego Zachodu Giacomo Pucciniego, 2022)
- Antoni Wicherek (Lord Jim Romualda Twardowskiego, 1976; Odprawa posłów greckich Witolda Rudzińskiego, Il maestro di capella Domenica Cimarosy, 1983; Paria Stanisława Moniuszki, Złoty kogucik Nikołaja Rimskiego-Korsakowa, 1992; Aida Giuseppe Verdiego, Ubu Rex Krzysztofa Pendereckiego, 1993; Holender Tułacz Richarda Wagnera, 1994; Halka Stanisława Moniuszki, 2002; Włoszka w Algierze Gioacchino Rossiniego, 2008)
- Piotr Wajrak (Straszny dwór Stanisława Moniuszki, 2014 – spektakl jubileuszowy na 60-lecie opery w Łodzi)
- Antoni Wit (Turandot Giacomo Pucciniego, 2016)
- Bohdan Wodiczko (Wolny strzelec Carla Marii von Webera, Ognisty ptak Igora Strawińskiego, Księżyc Carla Orffa, Straszny dwór Stanisława Moniuszki, 1978)
- Tadeusz Wojciechowski (Carmen Georges’a Bizeta, 2006; Cyganeria Giacomo Pucciniego 2007)

### choreografowie
(tylko spektakle baletowe, bez choreografii i ruchu scenicznego w spektaklach operowych)
- Witold Borkowski (Pan Twardowski Ludomira Różyckiego, 1967; Jezioro łabędzie Piotra Czajkowskiego, 1968; Romeo i Julia Sergiusza Prokofiewa, 1969; Królewna Śnieżka i siedmiu krasnoludków Bogdana Pawłowskiego, 1970; Harnasie Karola Szymanowskiego, 1970; Sylfidy Fryderyka Chopina, 1971; Dafnis i Chloe Maurice’a Ravela, 1972; Szach Mat Arthura Blissa, 1973; Don Kichot Lugwiga A. Minkusa 1986)
- Conrad Drzewiecki (Ognisty ptak Igora Strawińskiego, 1978; Księżyc Carla Orffa, 1978; Etiuda b-moll Karola Szymanowskiego, 1995; Odwieczne pieśni Mieczysława Karłowicza, 1995; Cudowny mandaryn Beli Bartóka, 1995; Adagio na smyczki i organy Tomasso Albinoniego, 1996; Lep na muchy Zygmunta Koniecznego, 1996; Yesterday The Beatles, 1996)
- Antal Fodor (Próba rock-balet do muzyki Johanna Sebastiana Bacha i Gábora Pressera, 1984 – polska prapremiera; Wieczór Baletowy Antala Fodora do muzyki Carla Orffa i Maurice’a Ravela, 1996; Requiem Giuseppe Verdiego, 1997)
- Martha Graham (Święto wiosny Igora Strawińskiego, 2016)
- Henryk Konwiński (Krzesany Wojciecha Kilara, 2016)[13]
- Teresa Kujawa (Concerto grosso Bolesława Szabelskiego, 1976; Czar miłości Manuela de Falli, 1976; Medea Juliusza Łuciuka, 1982; Coppelia Leo Delibesa, 1983)
- Lorca Massine (Grek Zorba Mikisa Theodorakisa, 1990; Streets, collage muzyczny, 1994)
- Giorgio Madia (Bolero Maurice’a Ravela, 2000; Giuseppe! z muzyką Giuseppe Verdiego, 2001; Śpiąca królewna Piotra Czajkowskiego, 2006; Cinderella Gioacchino Rossiniego, 2007; Dziadek do orzechów, 2008 i Jezioro łabędzie Piotra Czajkowskiego, 2009)
- Feliks Parnell – współpracował z Operą Łódzką (Parada Parnella, 1957; Druga Parada Parnella, 1958; Giselle Adolphe Adama, 1959; Fontanna Bachczysaraju Borisa Asafiewa, 1961; Coppelia Leo Delibesa, 1962; Tańce połowieckie Aleksandra Borodina, 1962; Carmina burana C. Orffa, 1963)
- Emil Wesołowski (Gry Claude’a Debussy’ego, 1989; Legenda o Józefie Richarda Straussa, 1991)
- Ewa Wycichowska (Głos kobiecy Krzysztofa Knittla, 1980; Koncert f-moll Fryderyka Chopina, 1982; Serenada Mieczysława Karłowicza, 1982; Stabat Mater Karola Szymanowskiego, 1982; Karłowicz. Interpretacje, 1983; Republika. Rzecz publiczna do utworów Grzegorza Ciechowskiego,1984; Miriam Bronisława K. Przybylskiego, 1985; Pax et Bonum do oratorium Juliusza Łuciuka pt. Franciszek z Asyżu, 1985; Cień Bronisława K. Przybylskiego, 1985; Faust goes Rock The Shade, 1986; Święto wiosny Igora Strawińskiego, 1989; Spotkania w dwóch niespełnionych aktach Krzysztofa Knittla, 2011)
- Gray Veredon (Sen nocy letniej Felixa Mendelssohna-Bartholdy’ego, 1985; Wolfgang Amadeus do muzyki Wolfganga A. Mozarta, 1987; Romeo i Julia Hectora Berlioza, 1992; Ziemia obiecana z muzyką Franza von Suppégo i Michaela Nymana, 1999; Kobro z muzyką Sławomira Kulpowicza, 2003; Kolor żółty Sławomira Kulpowicza, 2005)

## Ciekawostki
- 36 śrub o długości od 6 do 9,6 m, niezbędnych do funkcjonowania napędów elektryczno-śrubowych, wykonała Stocznia Marynarki Wojennej w Gdyni.
- Olbrzymie lustra zdobiące reprezentacyjne foyer I piętra zostały wprowadzone do projektu z inicjatywy I sekretarz Komitetu Łódzkiego PZPR, Michaliny Tatarkówny-Majkowskiej, która podczas posiedzenia Komisji Oceny Projektów Inwestycyjnych zawnioskowała „Na architekturze się nie znam, ale panowie, dajcie się babkom w ich pięknych sukniach przejrzeć w lustrach aż do stóp.”[14]
- Podczas koncertu inauguracyjnego 19 stycznia 1967, redaktor naczelny „Kraju Rad” Wsiewołod Wiedin, przeczytał depeszę, jaką nadesłała z okazji otwarcia Teatru Wielkiego pierwsza kosmonautka świata, Walentyna Nikołajewa Tierieszkowa[4].
- Nazwa łódzkiej opery nawiązuje do spalonego w 1920 roku Teatru Wielkiego Fryderyka Sellina, istniejącego od 28 września 1901 roku przy obecnej ul. Legionów 14, który posiadał 1250 miejsc na widowni.
- 17 sierpnia 1999 Krystian Zimerman wystąpił z recitalem na scenie Teatru Wielkiego w Łodzi.